# Ronald D. Ekers
Ronald D. Ekers est un astrophysicien australien, président de l'Union astronomique internationale de 2003 à 2006.

## Biographie

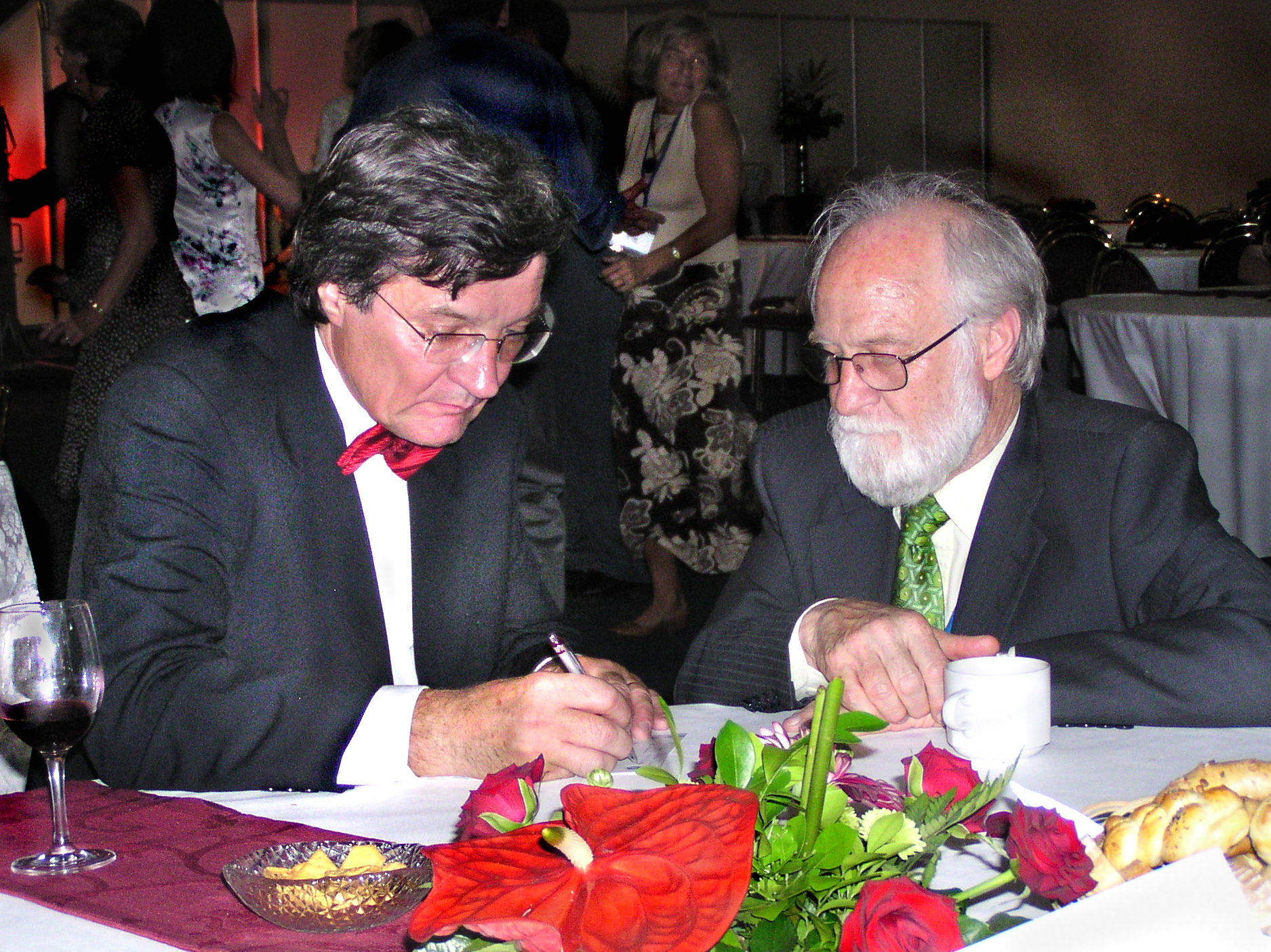
Jan Palouš, président du comité national d'organisation, et Ronald Ekers, président de l'UAI, au dîner d'adieu de la générale de l'Union astronomique internationale, à Prague en 2006.

L'astéroïde (18239) Ekers a été nommé en son honneur.